# Frsh
James Kwame Nunes (Amsterdam, 3 november 1990), bekend onder zijn artiestennaam FRSH, is een Nederlandstalige rapper.

## Levensloop
James Kwame Nunes begon zijn carrière in 2016 als lid van de rapformatie De Fellas. Naast de vele samenwerkingen met De Fellas heeft James Kwame Nunes ook een soloproject uitgebracht genaamd "Alleen Maar Gezeik"  wat op nummer 6 binnenkwam in de hitlijsten. Op dit project verschijnen verschillende artiesten waaronder Mugeez, Bollebof, SBMG, voetballer Quincy Owusu-Abeyie (Blow) en verschillende leden van de rapformatie De Fellas. Ook verschijnt James Kwame Nunes op verschillende tracks van andere artiesten. 
In 2020 heeft James Kwame Nunes een album uitgebracht in samenwerking met Childsplay, naast het album dat FRSH heeft uitgebracht.

## Discografie

### Albums
| Album                             | Verschijnen      | Label           | Hitlijsten | Hitlijsten | Hitlijsten | Hitlijsten | Opmerkingen |
| Album                             | Verschijnen      | Label           | BE (VL)    | BE (VL)    | NL         | NL         | Opmerkingen |
| Album                             | Verschijnen      | Label           | Piek       | Weken      | Piek       | Weken      | Opmerkingen |
| --------------------------------- | ---------------- | --------------- | ---------- | ---------- | ---------- | ---------- | ----------- |
| Alleen maar gezeik                | 31 mei 2018      | HPF Music       | 119        | 1          | 6          | 12         | Studioalbum |
| Juppige geintjes (met Childsplay) | 28 februari 2020 | Eigen beheer    | —          | —          | 23         | 6          | Studioalbum |
| Bloed, zweet & champagne          | 13 augustus 2021 | Its A Lifestyle | 125        | 1          | 7          | 8          | Studioalbum |

### Nummers met notering(en) in een hitlijst
| Lied                                          | Verschijnen       | Album                                | Hitlijsten | Hitlijsten | Hitlijsten  | Hitlijsten  | Hitlijsten   | Hitlijsten   | Opmerkingen       |
| Lied                                          | Verschijnen       | Album                                | BE (VL)    | BE (VL)    | NL (Top 40) | NL (Top 40) | NL (Top 100) | NL (Top 100) | Opmerkingen       |
| Lied                                          | Verschijnen       | Album                                | Piek       | Weken      | Piek        | Weken       | Piek         | Weken        | Opmerkingen       |
| --------------------------------------------- | ----------------- | ------------------------------------ | ---------- | ---------- | ----------- | ----------- | ------------ | ------------ | ----------------- |
| Alleen maar gezeik                            | 31 mei 2018       | Alleen maar gezeik                   | —          | —          | —           | —           | 89           | 1            |                   |
| Base (met Adje, Roselilah en Geechi)          | 3 oktober 2018    | Base (van Adje en Roselilah)         | —          | —          | —           | —           | 87           | 1            |                   |
| Nu meteen (met De Fellas, Geechi en Brasco)   | 11 januari 2019   | Lang leven de flex 2 (van De Fellas) | —          | —          | —           | —           | 51           | 2            |                   |
| Tis oke mop (met Childsplay)                  | 31 mei 2019       | Juppige geintjes                     | —          | —          | —           | —           | 33           | 21           |                   |
| Meisje (met La$$a, LouiVos en Geechi)         | 31 mei 2019       | Ka$$a (van La$$a)                    | —          | —          | —           | —           | 98           | 1            | Goud in Nederland |
| Je kent 't wel (met Chivv en Lil' Kleine)     | 23 augustus 2019  | 2 borden, 1 tafel (van Chivv)        | tip        | —          | tip3        | —           | 12           | 10           | Goud in Nederland |
| Spijker (met La$$a, LouiVos en Young Ellens)) | 30 augustus 2019  | Ka$$a (van La$$a)                    | —          | —          | —           | —           | 74           | 2            |                   |
| Izakaya (met Spens en Childsplay)             | 13 september 2019 | —                                    | —          | —          | —           | —           | 76           | 2            |                   |
| Noncha (met Childsplay)                       | 4 oktober 2019    | Juppige geintjes                     | —          | —          | —           | —           | 94           | 1            |                   |
| Tijger (met Childsplay)                       | 29 november 2019  | Juppige geintjes                     | —          | —          | —           | —           | 68           | 1            |                   |
| Hengel (met Geechi en Hakmadafack)            | 1 oktober 2021    | Bloed, zweet & champagne             | —          | —          | —           | —           | 93           | 1            |                   |
| Het kost wat (met La$$a en Yssi SB)           | 22 oktober 2023   | —                                    | —          | —          | —           | —           | 69           | 1            |                   |
| Dromen                                        | 1 december 2023   | —                                    | —          | —          | tip16       | —           | 63           | 4            |                   |